# Dactylorhiza altobracensis
Dactylorhiza altobracensis là một loài thực vật có hoa trong họ Lan. Loài này được (Coste & Soulié) Soó mô tả khoa học đầu tiên năm 1962.